# Ruaha
Ruaha ili Velika Ruaha je rijeka u južnoj i središnjoj Tanzaniji.
Teče kroz ravnicu Usangu i Nacionalni park Ruaha te se ulijeva u rijeku Rufiji. Slivno područje Ruahe iznosi 83,970 km². Lokalno stanovništvo koristi rijeku za djelatnosti ribarstva i stočarstva.
Ruaha je oko 475 km duga. Njeno slivno područje ima površinu od 68,000 km², a srednji godišnji protok je 140 m³/s. Ruaha čini 22% od ukupnog volumena voda sliva rijeke Rufiji. U Ruahi je registrirano 38 vrsta riba.
Rijeke izvire u gorju Kipengere. Od tamo se spušta u ravnicu Usangu, važnu regiju za poljoprivredu i stočarstvo u Tanzaniji. Rijeka dosiže branu Mtera, a zatim teče prema jugu do brane Kidatu. Na te dvije brane proizvede se oko 50 posto električne energije u Tanzaniji. Rijeka dalje teče na jug i teče kroz Rezervat životinja Selous prije utjecanja u rijeku Rufiji. Glavni pritoke su: Lukosi, Yovi, Kitete, Sanje, Mala Ruaha, Kisigo, Mbarali, Kimani i Chimala.
Od ranih 1990-ih, zabilježen je smanjen protok vode pa i povremena isušivanja korita, zbog prekomjernog korištenja rijeke, npr. za navodnavanje riže.

## Vanjske poveznice
|  | Zajednički poslužitelj ima još gradiva o temi Ruaha |